# Iwade (Wakayama)
Iwade (岩出市 Iwade-shi?) es una ciudad localizada en la prefectura de Wakayama, Japón. En junio de 2019 tenía una población estimada de 53.490 habitantes y una densidad de población de 1.389 personas por km². Su área total es de 38,51 km².

## Geografía

### Localidades circundantes
- Prefectura de Wakayama
  - Wakayama
  - Kinokawa

## Demografía
Según los datos del censo japonés, esta es la población de Iwade en los últimos años.
| Año del censo | Población |
| ------------- | --------- |
| 1995          | 41.550    |
| 2000          | 48.156    |
| 2005          | 50.834    |
| 2010          | 52.882    |
| 2015          | 53.452    |